# Fritz Roth
Fritz Roth (ur. w 1900, zm. w 1979) – szwajcarski zapaśnik walczący w stylu wolnym. Olimpijczyk z Paryża 1924, gdzie zajął jedenaste miejsce w wadze półciężkiej.
Brat zapaśników: Roberta Rotha, złotego medalisty z Antwerpii 1920 i Hansa Rotha, uczestnika zawodów w Paryżu.

## Letnie Igrzyska Olimpijskie 1924
| Konkurencja      | Rundy eliminacyjne  | Klas. końcowa |
| Konkurencja      | 1/8                 | Miejsce       |
| ---------------- | ------------------- | ------------- |
| 87 kg styl wolny | Poul Hansen (DEN) P | 11.           |